# Reichskommissariat
Reichskommissariat es el término alemán empleado para designar a un tipo de administración a cargo de un funcionario del gobierno conocido como reichskommissar. 
Aunque a lo largo del tiempo existieron distintas administraciones bajo ese nombre y de distintos ámbitos (infraestructura pública, ordenación territorial, inmigración, etc.), su denominación más común fue para referirse a aquellos territorios ocupados por la Alemania nazi durante la Segunda Guerra Mundial que quedaron bajo una administración cuasi-colonial. Aunque en un sentido legal estas entidades se encontraban fuera del Reich alemán, de facto se hallaban controladas directamente por autoridades civiles germanas a cargo de los territorios asignados que respondían directamente ante Adolf Hitler.
La introducción de estas administraciones territoriales sirvió para varios propósitos. Aquellas que fueran establecidas o que se preveía establecer en el oeste y el norte de Europa, por lo general, estaban previstas que fueran fases transitorias para una futura incorporación de estos presupuestos países germánicos en un previsto gran Estado nacionalsocialista. En cuanto a los territorios orientales, estos servirían para fines meramente colonialistas y/o imperialistas, como fuentes para la explotación de los recursos naturales y futuro para la solución de Lebensraum alemán y un futuro Lebensraum para el asentamiento de alemanes. Durante la Segunda Guerra Mundial fueron organizados los siguientes comisariados:

## Reichskommissariat de la Alemania nazi
Oeste y norte de Europa
- Reichskommissariat de Noruega (1940-1945), en los territorios ocupados de Noruega;
- Reichskommissariat de Países Bajos (1940-1945), en los territorios ocupados de los Países Bajos
- Reichskommissariat de Bélgica y el norte de Francia (1944), en los territorios de Bélgica y el norte de Francia;

Unión Soviética
- Reichskommissariat Ostland (1941-1945), en los antiguos Países Bálticos y la RSS de Bielorrusia;
- Reichskommissariat de Ucrania (1941-1944), en los territorios ocupados de la RSS de Ucrania;

Administraciones previstas
Adicionalmente, estaba prevista la creación de otros territorios especiales en áreas de la Unión Soviética:
- Reichskommissariat del Don-Volga: Aproximadamente desde el Mar de Azov hasta la República Alemana del Volga, incluyendo Rostov, Vorónezh y Sarátov.
- Reichskommissariat de Moscovia: Área de Moscú y el resto de la Rusia europea.
- Reichskommissariat del Cáucaso: Rusia meridional y área del Cáucaso.
- Reichskommissariat de Turkestán: Repúblicas y territorios de Asia Central.[5]